# Římskokatolická farnost Sedlice
Římskokatolická farnost Sedlice je územním společenstvím římských katolíků v rámci strakonického vikariátu Českobudějovické diecéze.

## O farnosti

### Historie
Plebánie byla v Sedlici zřízena v roce 1359. Původně gotický farní kostel byl přestavěn v barokním slohu v letech 1747–1752. V roce 1898 byla místní farnost povýšena na děkanství. V souvislosti s tím tehdejší děkan Seyvalter začal usilovat o přestavbu již nevyhovující budovy fary. Kolem této přestavby byla řada obtíží a fara byla nakonec přestavěna až v letech 1908–1909. V roce 1902 byl vnitřek děkanského kostela vymalován v beuronském stylu.

#### Přehled duchovních správců
- 1636–1640 R.D. Michael August Natalis
- 1642–1670 R.D. Adam Canovius
- 1670–1675 R.D. Ferdinand Bartoloměj Fárovský
- 1675 R.D. Vojtěch Litvín
- 1675–1679 R.D. Jan Václav Rauch
- 1679–1685 R.D. Ludvík Vít Horatius
- 1685–1686 R.D. Eliáš Krska
- 1686–1687 R.D. Cyril Anius
- 1689–1690 R.D. Laurigius
- 1690–1692 R.D. Šimon Alexius Janatas
- 1692–1694 R.D. Vilém Bernard Rozhon
- 1694–1698 R.D. Václav Vojta
- 1698–1700 R.D. Augustin Jan Passer
- 1700–1740 R.D. Vojtěch Burghard Beck
- 1740–1752 R.D. Jan Felix Procházka
- 1752–1768 R.D. Filip Barák
- 1768–1802 R.D. Jordán Grebmayer
- 1802–1833 R.D. Tomáš Pavelka
- 1833–1874 R.D. Josef Babor
- 1874–1882 R.D. Jakub Wenzl
- 1882–1894 R.D. Václav Kašpárek
- 1894–1916 R.D. František Seyvalter
- 1917–1931 R.D. Václav Zach
- 1932–1949 R.D. Matěj Kolařík
- 1949–1950 R.D. Bohumil Mráz
- 1951–1953 R.D. František Homolka
- 1953–1959 R.D. Antonín Šesták
- 1959–1967 R.D. Stanislav Cetlovský
- 1967–1986 P. Bernard František Šiman, CFSsS
- 1986–1990 R.D. Karel Maria Vrba
- 1990–1997 D. Gabriel Vlastimil Kofroň, O.Praem.
- 1997–1998 R.D. Ing. Petr Koutský (excurrendo)
- 1998–2013 R.D. Jiří Cihelna (administrátor)
- 2013–2017 R.D. ThLic. Marcin Aleksander Piasecki (excurrendo z Blatné)
- od 2017 R.D. JCLic. Mgr. Rudolf Hušek (excurrendo z Blatné)

### Současnost
Sedlická farnost je od roku 2013 administrována ex currendo z Blatné.
| Kostel                     | Místo      | Bohoslužba             | Bohoslužba             | Poznámka      |
| -------------------------- | ---------- | ---------------------- | ---------------------- | ------------- |
| Kaple                      | Čekanice   | neslouží se pravidelně | neslouží se pravidelně | zámecká kaple |
| Kostel sv. Jakuba Většího  | Sedlice    | neděle                 | 9.45                   | farní kostel  |
| Kaple Panny Marie Bolestné | Škvořetice | 1x ročně, poutní       | 1x ročně, poutní       | obecní kaple  |